# Nombres 280 à 289
Cet article est relatif aux nombres allant de 280 à 289.
Pour les années, voir 280, 281, 282, 283, 284, 285, 286, 287, 288, 289 et -280, -281, -282, -283, -284, -285, -286, -287, -288, -289.

## 280

### En mathématiques
Deux cent quatre-vingts (ou deux-cent-quatre-vingts), deux cent octante (deux-cent-octante)  ou deux cent huitante (deux-cent-huitante) est :
- 280 = 23 × 5 × 7 ;
- le dénominateur du huitième nombre harmonique ;
- un nombre octogonal ;
- il existe 280 arbres planaires avec dix nœuds.

En conséquence, 18 personnes autour d’une table peuvent se serrer les mains les unes les autres de manière qu’elles ne se croisent pas, de 280 manières (ceci inclut les rotations) ;
- un nombre Harshad en base 10.

280=4!+4⁴

### Dans d'autres domaines
Deux cent quatre-vingts est aussi :
- Interstate 280 , différentes autoroutes aux États-Unis ;
- le 280, un hamburger spécial vendu chez McDonald's.

## 281
Deux cent quatre-vingt-un (ou deux-cent-quatre-vingt-un), deux cent octante et un (deux-cent-octante-et-un) ou deux cent huitante et un (deux-cent-huitante-et-un) est :
- un nombre premier jumeau avec 283 ;
- un nombre premier de Sophie Germain ;
- la somme des quatorze premiers nombres premiers ;
- la somme de sept nombres premiers consécutifs (29 + 31 + 37 + 41 + 43 + 47 + 53) ;
- un nombre premier de Chen ;
- un nombre d'Eisenstein premier sans partie imaginaire ;
- un nombre décagonal centré.

## 282
Deux cent quatre-vingt-deux (ou deux-cent-quatre-vingt-deux), deux cent octante-deux (deux-cent-octante-deux) ou deux cent huitante-deux (deux-cent-huitante-deux) est :
- 282 = 2 × 3 × 47 ;
- un nombre sphénique.

## 283
Deux cent quatre-vingt-trois (ou deux-cent-quatre-vingt-trois),deux cent octante-trois (deux-cent-octante-trois) ou deux cent huitante-trois (deux-cent-huitante-trois) est :
- un nombre premier jumeau avec 281,
- un nombre strictement non palindrome.

## 284

### En mathématiques
Deux cent quatre-vingt-quatre (ou deux-cent-quatre-vingt-quatre), deux cent octante-quatre (deux-cent-octante-quatre) ou deux cent huitante-quatre (deux-cent-huitante-quatre) est :
- 284 = 22 × 71 ;
- un nombre amiable avec 220 ;
- un nombre nontotient.

### Dans d'autres domaines
Deux cent quatre-vingt-quatre est le point d'éclair du papier en degrés Celsius.

## 285

### En mathématiques
Deux cent quatre-vingt-cinq (ou deux-cent-quatre-vingt-cinq), deux cent octante-cinq (deux-cent-octante-cinq) ou deux cent huitante-cinq (deux-cent-huitante-cinq) est :
- 285 = 3 × 5 × 19 ;
- un nombre pyramidal carré ;
- un nombre Harshad ;
- un nombre uniforme en base 7 (555) ;
- un nombre sphénique.

### Dans d'autres domaines
Deux cent quatre-vingt-cinq est le nombre de règles d’acquisition dans Star Trek.

## 286

### En mathématiques
Deux cent quatre-vingt-six (ou deux-cent-quatre-vingt-six), deux cent octante-six (deux-cent-octante-six) ou deux cent huitante-six (deux-cent-huitante-six) est :
- 286 = 2 × 11 × 13 ;
- un nombre tétraédrique ;
- un nombre nontotient ;
- un nombre sphénique.

### Dans d'autres domaines
Deux cent quatre-vingt-six est une abréviation du microprocesseur Intel 80286.

## 287

### En mathématiques
Deux cent quatre-vingt-sept (ou deux-cent-quatre-vingt-sept), deux cent octante-sept (deux-cent-octante-sept) ou deux cent huitante-sept (deux-cent-huitante-sept) est :
- 287 = 7 × 41 ;
- la somme de trois nombres premiers consécutifs (89 + 97 + 101) ;
- la somme de cinq nombres premiers consécutifs (47 + 53 + 59 + 61 + 67) ;
- la somme de neuf nombres premiers consécutifs (17 + 19 + 23 + 29 + 31 + 37 + 41 + 43 + 47) ;
- un nombre de Kynea ;
- un nombre pentagonal.

### Dans d'autres domaines
Deux cent quatre-vingt-sept est :
- une abréviation du coprocesseur mathématique du 80286 d’Intel (Intel 80287) ;
- en physique, une bonne valeur approchée de la constante spécifique de l'air, en J kg−1 K−1.

## 288

### En mathématiques
Deux cent quatre-vingt-huit (ou deux-cent-quatre-vingt-huit), deux cent octante-huit (deux-cent-octante-huit) ou deux cent huitante-huit (deux-cent-huitante-huit) est :
- 288 = 25 × 32 ;
- un nombre pyramidal pentagonal ;
- la super factorielle de 4;
- un nombre intouchable ;
- un nombre Harshad ;
- un auto nombre.

### Dans d'autres domaines
Deux cent quatre-vingt-huit, signifiant deux grosses (2 fois douze douzaines), entre dans un limerick composé par Mercer.

## 289
Deux cent quatre-vingt-neuf (ou deux-cent-quatre-vingt-neuf), deux cent octante-neuf (deux-cent-octante-neuf) ou deux cent huitante-neuf (deux-cent-huitante-neuf) est :
- 289 = 172 ;
- le septième nombre composé non brésilien ;
- un nombre octogonal centré ;
- un nombre de Friedman puisque (8 + 9)2 = 289.